# Punggul (Dlanggu)
Punggul is een bestuurslaag in het regentschap Mojokerto van de provincie Oost-Java, Indonesië. Punggul telt 3912 inwoners (volkstelling 2010).